# هاي بوينت
هاي بوينت (بالإنجليزية: High Point)‏ هي مدينة تقع في منطقة ثالوث بيدمونت في ولاية ولاية كارولينا الشمالية. حسب تعداد عام 2010 كان في مجموع عدد سكان المدينة يبلغ 104,371 نسمة، ووفقا لمكتب الإحصاء الأميركي فإن هاي بوينت في الوقت الحالي ثامن أكبر بلدية في كارولينا الشمالية.

## التركيبة السكانية
حدّد مكتب تعداد الولايات المتحدة بيانات التركيبة السكانية لهاي بوينت في تعداد الولايات المتحدة. في ما يلي، التركيبة السكانية حسب تعدادي 2000 و2010.

### تعداد عام 2000
بلغ عدد سكان هاي بوينت 85,839 نسمة بحسب تعداد عام 2000، وبلغ عدد الأسر 33,519 أسرة وعدد العائلات 22,523 عائلة مقيمة في المدينة. في حين سجلت الكثافة السكانية 576.3 نسمة لكل كيلومتر مربع (1,492.6/ميل2). وبلغ عدد الوحدات السكنية 35,952 وحدة بمتوسط كثافة قدره 241.4 لكل كيلومتر مربع (625.2/ميل2).
وتوزع التركيب العرقي للمدينة بنسبة 60.56% من البيض و31.77% من الأمريكيين الأفارقة و0.46% من الأمريكيين الأصليين و3.35% من الأمريكيين ذوي الأصول الآسيوية و0.02% من سكان جزر المحيط الهادئ و2.27% من الأعراق الأخرى و1.57% من عرقين مختلطين أو أكثر و4.89% من الهسبانيون أو اللاتينيون من أي عرق.
بلغ عدد الأسر 33,519 أسرة كانت نسبة 36.8% منها لديها أطفال تحت سن الثامنة عشر تعيش معهم، وبلغت نسبة الأزواج القاطنين مع بعضهم البعض 46.9% من أصل المجموع الكلي للأسر، ونسبة 16.3% من الأسر كان لديها معيلات من الإناث دون وجود شريك،  بينما كانت نسبة 4% من الأسر لديها معيلون من الذكور دون وجود شريكة وكانت نسبة 32.8% من غير العائلات. تألفت نسبة 27.2% من أصل جميع الأسر من عدة أفراد يعيشون في نفس المنزل ونسبة 9.5% كانت تتألف من شخص يعيش بمفرده يبلغ من العمر 65 عاماً أو أكثر. وبلغ متوسط حجم الأسرة المعيشية 2.49، أما متوسط حجم العائلات فبلغ 3.03.
بلغ العمر الوسطي للسكان 34.4 عاماً. وكانت نسبة 26% من القاطنين تحت سن الثامنة عشر، وكانت نسبة 8.2% بين الثامنة عشر والرابعة والعشرين عاماً، ونسبة 31.3% كانت واقعةً في الفئة العمرية ما بين الخامسة والعشرين والرابعة والأربعين عاماً، ونسبة 20.8% كانت ما بين الخامسة والأربعين والرابعة والستين، ونسبة 11.1% كانت ضمن فئة الخامسة والستين عاماً فما فوق. يوجد لكل 100 أنثى 91.3 ذكر، ويوجد لكل 100 أنثى في الثامنة عشر من عمرها فما فوق 87.2 ذكر.
بلغ متوسط دخل الأسرة في المدينة 32,655 دولارًا، أما متوسط دخل العائلة فبلغ 39,154 دولارًا. وكان متوسط دخل الذكور 28,945 دولارًا مقابل 22,196 دولارًا للإناث. وسجل دخل الفرد الخاص بالمدينة 16,992 دولارًا. وكانت نسبة 15% من العائلات ونسبة 17.6% من السكان تحت خط الفقر، وكان من هؤلاء نسبة 25.2% تحت سن الثامنة عشر ونسبة 14.4% في الخامسة والستين من العمر وما فوق.

### تعداد عام 2010
بلغ عدد سكان هاي بوينت 104,371 نسمة بحسب تعداد عام 2010، وبلغ عدد الأسر 40,912 أسرة وعدد العائلات 26,371 عائلة مقيمة في المدينة. في حين سجلت الكثافة السكانية 700.8 نسمة لكل كيلومتر مربع (1,815.1/ميل2). وبلغ عدد الوحدات السكنية 46,677 وحدة بمتوسط كثافة قدره 313.4 لكل كيلومتر مربع (811.7/ميل2).
وتوزع التركيب العرقي للمدينة بنسبة 53.64% من البيض و32.95% من الأمريكيين الأفارقة و0.55% من الأمريكيين الأصليين و6.08% من الأمريكيين ذوي الأصول الآسيوية و0.04% من سكان جزر المحيط الهادئ و4.38% من الأعراق الأخرى و2.34% من عرقين مختلطين أو أكثر و8.48% من الهسبانيون أو اللاتينيون من أي عرق.
بلغ عدد الأسر 40,912 أسرة كانت نسبة 34.7% منها لديها أطفال تحت سن الثامنة عشر تعيش معهم، وبلغت نسبة الأزواج القاطنين مع بعضهم البعض 42.2% من أصل المجموع الكلي للأسر، ونسبة 17.6% من الأسر كان لديها معيلات من الإناث دون وجود شريك،  بينما كانت نسبة 4.6% من الأسر لديها معيلون من الذكور دون وجود شريكة وكانت نسبة 35.5% من غير العائلات. تألفت نسبة 29.8% من أصل جميع الأسر من عدة أفراد يعيشون في نفس المنزل ونسبة 9.7% كانت تتألف من شخص يعيش بمفرده يبلغ من العمر 65 عاماً أو أكثر. وبلغ متوسط حجم الأسرة المعيشية 2.46، أما متوسط حجم العائلات فبلغ 3.07.
بلغ العمر الوسطي للسكان 35.8 عاماً. وكانت نسبة 25.2% من القاطنين تحت سن الثامنة عشر، وكانت نسبة 10.3% بين الثامنة عشر والرابعة والعشرين عاماً، ونسبة 27.5% كانت واقعةً في الفئة العمرية ما بين الخامسة والعشرين والرابعة والأربعين عاماً، ونسبة 24.9% كانت ما بين الخامسة والأربعين والرابعة والستين، ونسبة 12% كانت ضمن فئة الخامسة والستين عاماً فما فوق. وتوزع التركيب الجنسي للسكان بنسبة 46.9% ذكور و53.1% إناث.

## المناخ
يظهر الجدول التالي التغييرات المناخية على مدار السنة لهاي بوينت:
| البيانات المناخية لـهاي بوينت     | البيانات المناخية لـهاي بوينت | البيانات المناخية لـهاي بوينت | البيانات المناخية لـهاي بوينت | البيانات المناخية لـهاي بوينت | البيانات المناخية لـهاي بوينت | البيانات المناخية لـهاي بوينت | البيانات المناخية لـهاي بوينت | البيانات المناخية لـهاي بوينت | البيانات المناخية لـهاي بوينت | البيانات المناخية لـهاي بوينت | البيانات المناخية لـهاي بوينت | البيانات المناخية لـهاي بوينت | البيانات المناخية لـهاي بوينت |
| الشهر                             | يناير                         | فبراير                        | مارس                          | أبريل                         | مايو                          | يونيو                         | يوليو                         | أغسطس                         | سبتمبر                        | أكتوبر                        | نوفمبر                        | ديسمبر                        | المعدل السنوي                 |
| --------------------------------- | ----------------------------- | ----------------------------- | ----------------------------- | ----------------------------- | ----------------------------- | ----------------------------- | ----------------------------- | ----------------------------- | ----------------------------- | ----------------------------- | ----------------------------- | ----------------------------- | ----------------------------- |
| متوسط درجة الحرارة الكبرى °ف (°م) | 48.0 (8.9)                    | 53.0 (11.7)                   | 61.0 (16.1)                   | 70.0 (21.1)                   | 78.0 (25.6)                   | 85.0 (29.4)                   | 88.0 (31.1)                   | 86.0 (30.0)                   | 80.0 (26.7)                   | 70.0 (21.1)                   | 61.0 (16.1)                   | 51.0 (10.6)                   | 69.3 (20.7)                   |
| متوسط درجة الحرارة الصغرى °ف (°م) | 29.0 (−1.7)                   | 32.0 (0.0)                    | 39.0 (3.9)                    | 47.0 (8.3)                    | 56.0 (13.3)                   | 65.0 (18.3)                   | 69.0 (20.6)                   | 68.0 (20.0)                   | 61.0 (16.1)                   | 49.0 (9.4)                    | 40.0 (4.4)                    | 32.0 (0.0)                    | 48.8 (9.3)                    |
| الهطول إنش (مم)                   | 3.1 (79)                      | 3.0 (76)                      | 3.7 (94)                      | 3.6 (91)                      | 3.4 (86)                      | 3.7 (94)                      | 4.5 (110)                     | 3.9 (99)                      | 4.2 (110)                     | 3.2 (81)                      | 3.1 (79)                      | 3.1 (79)                      | 42.3 (1٬070)                  |
| متوسط تساقط الثلوج إنش (سم)       | 3.4 (8.6)                     | 2.4 (6.1)                     | 0.9 (2.3)                     | 0.0 (0.0)                     | 0 (0)                         | 0 (0)                         | 0 (0)                         | 0 (0)                         | 0 (0)                         | 0 (0)                         | 0.1 (0.25)                    | 0.8 (2.0)                     | 7.6 (19)                      |
| متوسط أيام هطول الأمطار           | 10                            | 9                             | 10                            | 10                            | 10                            | 10                            | 11                            | 10                            | 8                             | 7                             | 8                             | 9                             | 111                           |
| المصدر:                           |                               |                               |                               |                               |                               |                               |                               |                               |                               |                               |                               |                               |                               |

## أعلام
- دون بادجيت
- أنتوني دين غريفي
- ألما إس. آدامز
- بيل بلير
- روي نيل
- أدريان ويلسون
- كين راش
- سام جيبسون
- ماري لورا شيريل
- فانتازيا بارينو